# Silvânia (Matão)
Silvânia é um bairro rural (área urbana isolada) do município brasileiro de Matão, no interior do estado de São Paulo.

## História

### Origem
O bairro se desenvolveu ao redor da estação ferroviária, inaugurada pela Estrada de Ferro Araraquara em 02/04/1901 com o nome de Santa Josefa, mais tarde alterado para Silvânia.

### Formação administrativa
- Decreto nº 24.123 de 11/01/1955 - Cria a 2.ª subdelegacia de polícia na localidade conhecida por Silvânia, no distrito e município de Matão[4].

## Geografia

### Demografia

#### População urbana
| Crescimento população urbana | Crescimento população urbana | Crescimento população urbana | Crescimento população urbana |
| Censo                        | Pop.                         |                              | %±                           |
| ---------------------------- | ---------------------------- | ---------------------------- | ---------------------------- |
| 1980                         | 270                          |                              | —                            |
| 1991                         | 232                          |                              | −14,1%                       |
| 2000                         | 218                          |                              | −6,0%                        |
| 2010                         | 180                          |                              | −17,4%                       |
| Fonte: IBGE e Fundação SEADE |                              |                              |                              |

Até o Censo 2010 (IBGE) Silvânia era classificado pelo IBGE como área urbana isolada do distrito sede.

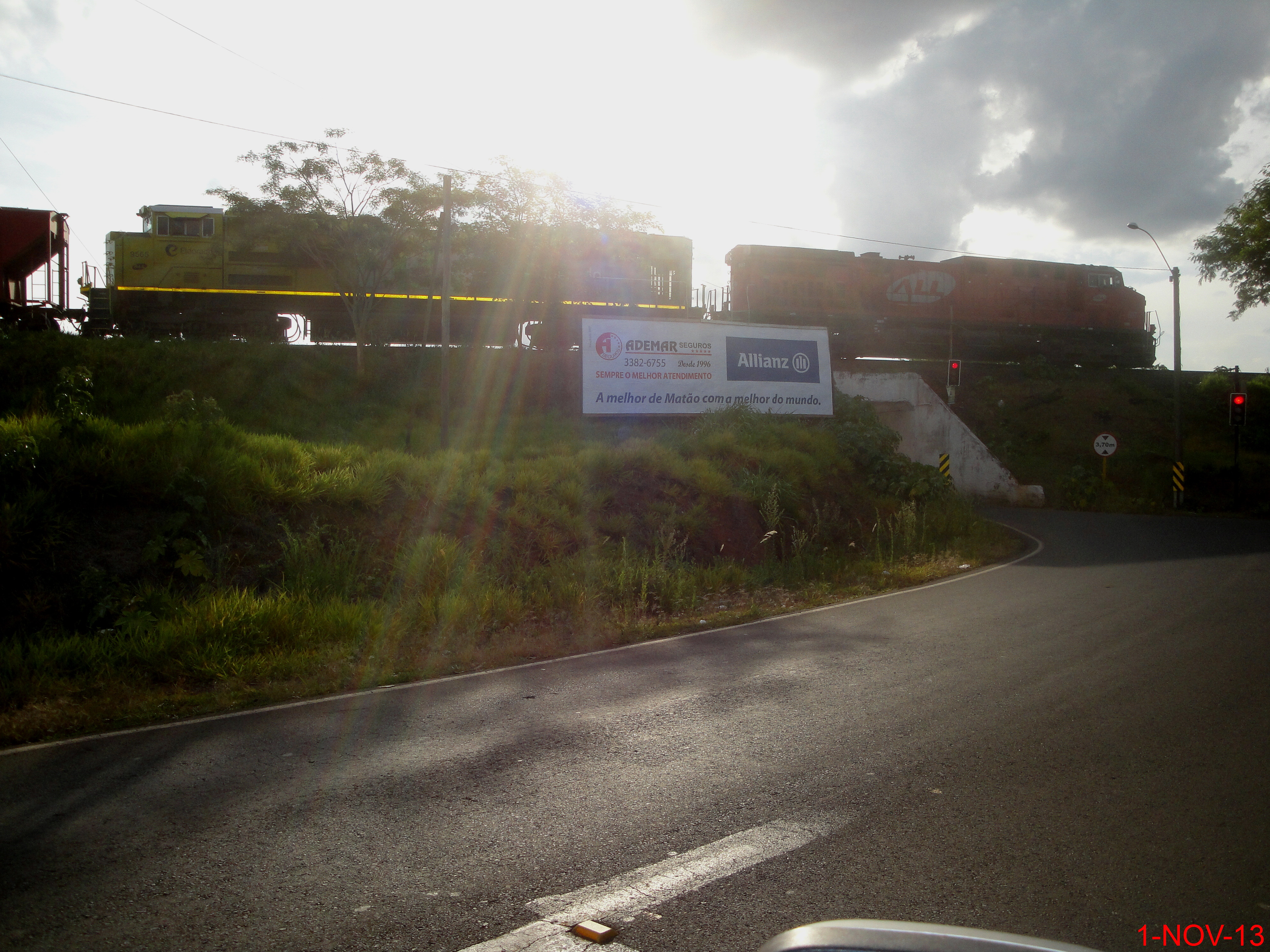
Ferrovia ao lado da estrada vicinal de acesso à Silvânia.

### Rodovias
O acesso principal de Silvânia é a estrada vicinal que liga Matão e a Rodovia Brigadeiro Faria Lima (SP-326) à Araraquara, via Bueno de Andrada.

### Ferrovias
Pátio Silvânia (ZZL) da Linha Tronco (Estrada de Ferro Araraquara), sendo a ferrovia operada atualmente pela Rumo Malha Paulista.

## Serviços públicos

### Saneamento
O serviço de abastecimento de água é feito pela Águas de Matão.

### Energia
A responsável pelo abastecimento de energia elétrica é a CPFL Paulista, distribuidora do Grupo CPFL Energia.

## Religião
O Cristianismo se faz presente no bairro da seguinte forma:

### Igreja Católica
- Capela de São João Batista - faz parte da Diocese de São Carlos[12].